# Данска на Светском првенству у воденим спортовима 2011.
Данска је учествовала на Светском првенству у воденим спортовима 2011. у Шангају, у Кини. Такмичила се у  пливању  са укупно 6 такмичара (1 мушкарц и 5 жена) који су учествовали у 17. дисциплина.
Највише успеха имао је пливачица Лоте Фрис, која је освојила две медаље по једну златбну и сребрну, успела је да одрбрани и титулу светског првака са Светског првенства 2009. из Рима
Према освојеним медаљама Данска је у укупном пласману освојила 11 место.

## Учесници по спортовима
| Спорт     | Мушкарци | Жене | Укупно |
| --------- | -------- | ---- | ------ |
| Пливање   | 1        | 5    | 6      |
| Укупно(1) | 1        | 5    | 6      |

## Освајачи медаља
| Медаља | Име           | Спорт   | Дисциплина       | Датум   |
| ------ | ------------- | ------- | ---------------- | ------- |
|        | Лоте Фрис     | Пливање | 800 м слободно   | 26. јул |
|        | Жанете Отесен | Пливање | 100 м слободно   | 29. јул |
|        | Лоте Фрис     | Пливање | 1.500 м слободно | 30. јул |

## Пливање

### Мушкарци
| Пливач       | Дисциплина       | Лич. рек. | Групе    | Групе   | Полуфинале       | Полуфинале       | Финале           | Финале           | Детаљи         |
| Пливач       | Дисциплина       | Лич. рек. | Време    | Плас.   | Време            | Плас.            | Време            | Плас.            | Детаљи         |
| ------------ | ---------------- | --------- | -------- | ------- | ---------------- | ---------------- | ---------------- | ---------------- | -------------- |
| Мадс Гласнер | 200 м слободно   | 1:46,94   | 1:49,59  | 32 / 60 | Није се пласирао | Није се пласирао | Није се пласирао | Није се пласирао | [ мртва веза ] |
| Мадс Гласнер | 400 м слободно   | 3:44,40   | 3:48,41  | 12/ 49  |                  |                  | Није се пласирао | Није се пласирао |                |
| Мадс Гласнер | 800 м слободно   | 7:52,18   | 7:54,57  | 11 / 57 |                  |                  | Није се пласирао | Није се пласирао | [ мртва веза ] |
| Мадс Гласнер | 1.500 м слободно | 14:58,55  | 15:12,52 | 13 / 27 |                  |                  | Није се пласирао | Није се пласирао | [ мртва веза ] |

## Жене
| Пливач                                                                                              | Дисциплина                 | Лич. рек. | Групе      | Групе   | Полуфинале        | Полуфинале        | Финале            | Финале            | Детаљи         |
| Пливач                                                                                              | Дисциплина                 | Лич. рек. | Време      | Плас.   | Време             | Плас.             | Време             | Плас.             | Детаљи         |
| --------------------------------------------------------------------------------------------------- | -------------------------- | --------- | ---------- | ------- | ----------------- | ----------------- | ----------------- | ----------------- | -------------- |
| Жанете Отесен                                                                                       | 50 м слободно              | 24,61     | 25,23      | 13 КВ   | 24,61             | 2 КВ              | 24,67             | 6 /87             | [ мртва веза ] |
| Жанете Отесен                                                                                       | 100 м слободно             | 53,41     | 53,88      | 2 КВ    | 53,88             | 4 КВ              | 53,45             |                   | [ мртва веза ] |
| Жанете Отесен                                                                                       | 50 м делфин                | 25,69     | 25,88      | 2 КВ    | 26,53             | 13 / 52           | Није се пласирала | Није се пласирала | [ мртва веза ] |
| Жанете Отесен                                                                                       | 100 м делфин               | 57,58     | 58,32      | 7 КВ    | 58,24             | 11 / 47           | Није се пласирала | Није се пласирала | [ мртва веза ] |
| Пернил Блум                                                                                         | 100 м слободно             | 54,65     | 55,14      | 22 /79  | Није се пласирала | Није се пласирала | Није се пласирала | Није се пласирала | [ мртва веза ] |
| Пернил Блум                                                                                         | 200 м слободно             | 2:00,56   | 1:59,96    | 26 / 52 | Није се пласирала | Није се пласирала | Није се пласирала | Није се пласирала | [ мртва веза ] |
| Лоте Фрис                                                                                           | 400 м слободно             | 4:05,40   | 4:06,31    | 4 КВ    |                   |                   | 4:04,68 НР        | 5                 | [ мртва веза ] |
| Лоте Фрис                                                                                           | 800 м слободно             | 8:15,92   | 8:23,07    | 2 КВ    |                   |                   | 8:18,20           |                   | [ мртва веза ] |
| Лоте Фрис                                                                                           | 1.500 м слободно           | 15:46,30  | 16:00,47   | 1 КВ    |                   |                   | 15:49,59          |                   | [ мртва веза ] |
| Мије Нилсен                                                                                         | 50 м леђно                 | 28,81     | 28,89      | 18 / 57 | Није се пласирала | Није се пласирала | Није се пласирала | Није се пласирала | [ мртва веза ] |
| Мије Нилсен                                                                                         | 50 м леђно                 | 1:01,92   | 1:01,90 ЛР | 24 /57  | Није се пласирала | Није се пласирала | Није се пласирала | Није се пласирала | [ мртва веза ] |
| Рике Мелер Педерсен                                                                                 | 50 м прсно                 | 31,23     | 31,65      | 14 КВ   | 32,07             | 15 / 38           | Није се пласирала | Није се пласирала | [ мртва веза ] |
| Рике Мелер Педерсен                                                                                 | 100 м прсно                | 1:06,38   | 1:07,80    | 7 КВ    | 1:07,13           | 4 КВ              | 1:07,28           | 6 / 46            | [ мртва веза ] |
| Рике Мелер Педерсен                                                                                 | 200 м прсно                | 2:23,34   | 2:25,86    | 2 КВ    | 2:24,80           | 5 КВ              | 2:26,56           | 7 / 38            | [ мртва веза ] |
| Пернил Блум (54,82) Мије Нилсен (55,35) Лоте Фрис (55.99) Жанете Отесен (53.32)                     | Штафета 4 x 100 м слободно |           | 3:39,48 НР | 8 КВ    |                   |                   | 3:39,74           | 8                 | [ мртва веза ] |
| Мије Нилсен (1:01,73) ЛР Рике Мелер Педресен (1:07,49) Жанете Отесен (58,07) Pernille Blume (54,31) | Штафета 4 x 100 м мешовито | 3:58,93   | 4:01,60    | 9       |                   |                   | Нису се пласирале | Нису се пласирале | [ мртва веза ] |

## Биланс медаља
| Ранг | Држава | Злато | Сребро | Бронза | Укупно |
| 11   | Данска | 2     | 1      | 0      | 3      |